# Престъпна държава
Престъпна държава (на английски: Rogue state) е политически термин в международните отношения, описващ държава, която чрез действията си застрашава световния мир.

## Термин
Един от първите философи, които характеризират държавите по тяхната същност и включват допускането на определени постъпки срещу държави, които застрашават мира, е Емануел Кант. Самият термин престъпна държава е българският, буквален превод на английския термин „rogue state“ и се налага след края на студената война.
Престъпна държава е също българското значение на термина „outlaw states“, който американският философ Джон Ролс въвежда чрез книгата си „Правото на народите“ (на английски: The Law of Peoples). Той определя дадена държава за престъпна, която нарушава човешките права, преследва агресивни цели и е настоена войнствено спрямо други.
Според Ролс, общността, която иска да запази световният мир, има правото да „не толерира“ престъпни държави. Дори когато дадена престъпна държава потиска „само“ своите граждани, тя влияе негативно на другите народи. Затова престъпни държави трябва да бъдат осъдени, а при по-сериозните случаи трябва да се пристъпи към санкции и дори към интервенции насочени срещу тях. Като пример за подходяща санкция, Ролс посочва изключването на дадената престъпна държава от интернационални организации и прекратяването на свободното преддвижване на хора и стоки (виж ембарго). Като последен легитимен инструмент за защита на гражданите, Ролс предвижда военната интервенция.

### Дефиниция според администрацията на САЩ
Терминът се използва предимно в администрацията на САЩ и от техните съюзници. През различните години държавната администрация е използвала различни официални термини, а държавите са били включвани с определени списъци. Така например през последните месеци на управлението на Бил Клинтън, се е използвал терминът особено безпокоящи държави (на английски: states of concern). Администрацията на Джордж Буш Младши го заменя с термина на Ос на злото. През 2008 година официалното название на термина е State Sponsors of Terrorism – държави спонсориращи тероризма .
За да бъде включена една страна в даден списък на престъпни държави, тя трябва да отговаря на определени критерии, като:
- управлявана е от авторитарно/тоталитарно правителство;
- нарушава човешките права
- спонсорира тероризма;
- разработва оръжия за масово унищожение.

Към края на 90-те години списъкът е включвал Афганистан, Ирак, Иран, Северна Корея, Либия и Пакистан.
- Пакистан се включва на страната на САЩ във войната срещу тероризма след атаките на 11 септември;
- Ирак (1979 – 1982, 1990 – 2003) [3] е изключен след войната в Ирак, започнала през 2003;
- Либия (1979 – 2006) [4] е изключена след като се отказва от оръжията си за масово поразяване през 2003;
- Северна Корея (1988 – 2008) е напът да се откаже от ядрените си арсенали, извеждайки от експлоатация реактора си за производство на атомни бомби в Йонбьон. Тя е извадена от списъка през 2008.

Афганистан, по точно инсталираното от талибаните Ислямско емирство Афганистан, никога не е било в официалния списък, защото САЩ никога не са признавали талибанското правителство за легитимно .
Страни, които отговарят на определението за „престъпна държава“, но все още не присъстват в списъка, са Мианмар, Еритрея и Зимбабве.

## Критика
Изразът „престъпна държава“ е силно критикуван от много съвременни философи, теоретици и мислители, сред които Жак Дерида и Ноам Чомски; според тях този термин е пропагандно клише, което изразява агресивността на американската външна политика и потвърждава империалистическите амбиции на САЩ.